# Sitka
Sitka (nome ufficiale Sitka City and Borough), è una città dell'Alaska, negli Stati Uniti d'America. Nonostante i suoi meno di 9 000 abitanti, che ne fanno il quinto centro urbano dell'Alaska, Sitka, con un'area di 12.461,8 km², ha la superficie municipale più estesa di tutti gli Stati Uniti.

## Storia
Venne fondata nel 1799, con il nome di Novo-Archangel'sk (Ново-Архангельск cioè "Nuova Arcangelo"), dal governatore russo dell'Alaska, sotto gli auspici della Compagnia russo-americana, una compagnia coloniale semi-ufficiale, fondata in quello stesso anno dallo zar Paolo I. Qui, il 18 ottobre 1867 avvenne la cerimonia di passaggio dei poteri fra l'amministrazione russa e statunitense, a seguito dell'acquisto dell'Alaska. La città, come tutta la regione, rimase a lungo popolata dai russi che non seguirono l'emigrazione dei funzionari dello zar.

## Cultura

### Cinema
Nella città di Sitka è ambientato il film con Sandra Bullock e Ryan Reynolds intitolato Ricatto d'amore (girato in realtà nel Massachusetts).
Sitka è anche la città dove si svolge la parte finale del film Il mondo nelle mie braccia del 1952. La pellicola è ambientata nel periodo in cui l'Alaska era ancora sotto il controllo russo, subito antecedente all'acquisto da parte degli Stati Uniti nel 1867 (durante la storia compare infatti il contratto lì indicato da 10 milioni di dollari, offerti dal protagonista al governatore russo).

### Fumetti
A Nuova Arcangelo, pochi decenni dopo la sua fondazione da parte dei russi, si svolge la storia di Zagor Alaska, uscita nel 1994.

### Narrativa
È ambientato a Sitka il romanzo Il sindacato dei poliziotti yiddish, opera dello scrittore statunitense Michael Chabon. Nell'opera, che è un'ucronia in cui si immagina che durante e dopo la seconda guerra mondiale l'Alaska sia divenuto luogo di rifugio per gli ebrei perseguitati dai nazisti, Sitka viene descritta come una grande metropoli dove si parla lo yiddish.

## Collegamenti esterni

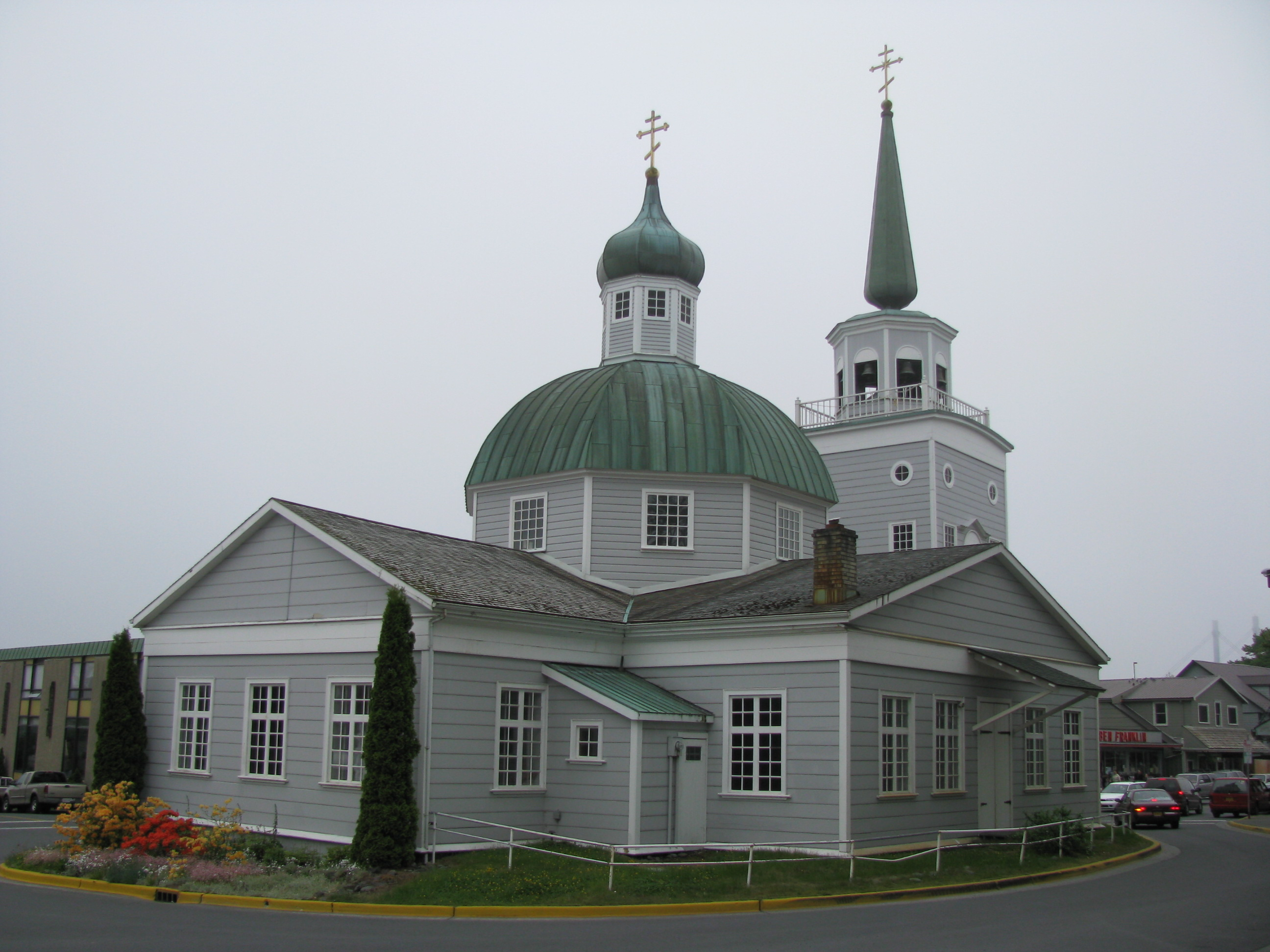
La cattedrale di San Michael